# Pe plajele lumii (film din 1962)
Pe plajele lumii (titlul original: în italiană Il mondo sulle spiaggie) este un film documentar italian, realizat în 1962 de regizorul Renzo Rossellini. 

## Rezumat
Recunoaștere documentară a renumitelor plaje internaționale unde mondenitatea domnește printre spectacole și exhibiții de tot felul.

## Distribuție
- Nico Rienzi – naratorul

## Coloana sonoră
1. La Risacca, compusă de Giuseppe Cassia și Marcello Giombini, interpretată de Jo Garso, M. Giombini și Orchestra sa
2. Sea Twist, compusă și interpretată de Marcello Giombini și Orchestra sa[1]

## Critici
„Absolut lipsit de orice motiv de interes cinematografic, filmul urmărește servil modele deja exploatate. Textul dialogului este o banalitate mortificatoare. Regia este inconsecventă.”